# ホアン・コルネラ

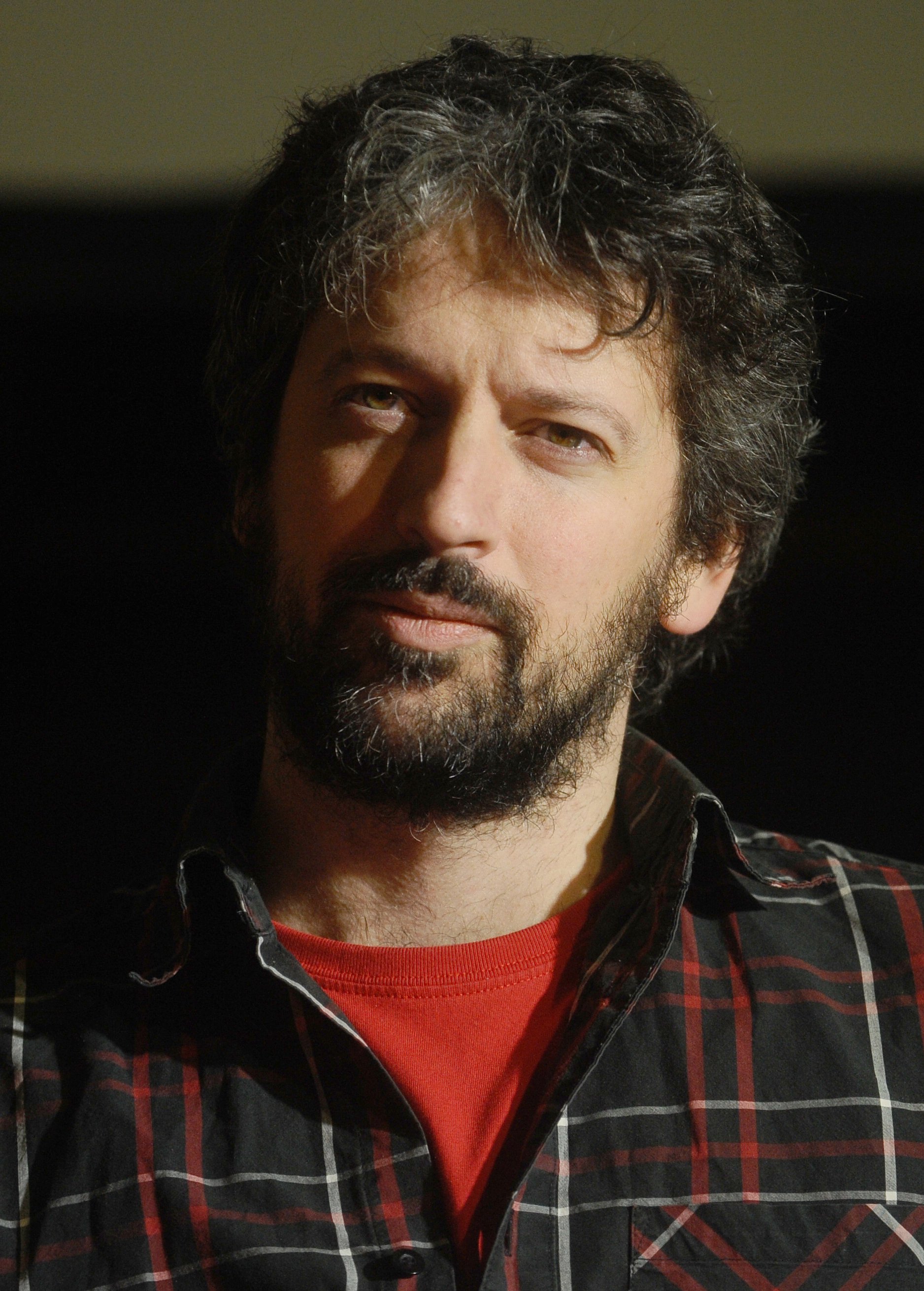
2014年のLucca Comics & Gamesにて

ホアン・コルネラ・バスケス (カタルーニャ語: Joan Cornellà Vázquez, 1981年1月11日 - )は、スペインの漫画家、イラストレーター。 ユーモアなブラックコメディを交えた風刺漫画の作家で知られる。

## 経歴
ホアン・コルネラは、スペインのバルセロナで生まれた。美術学科を卒業後、ラ・クルトゥーラ・デル・ドゥオデーノ(La cultura del Duodeno)などの雑誌や、エル・ペリオディコ・デ・カタルーニャやアラという新聞などに漫画を連載している。また、ニューヨーク・タイムズにも連載されたこともある。
2009年には自身の初めての本、Abulioで第3回ジョゼップ・コール賞を受賞した。グレナにより翌年出版されている。2010年からはスペインの風刺漫画雑誌エル・フエベスにレギュラーとして漫画を連載している。
2010年から2012年にコルネラが発表した作品を集めたFracasa Mejorという作品集が2012年に出版された。この作品集に連載されている多くの作品は未発表のもので、エル・フエベスや他の雑誌で発表していたものも含まれている。
2013年にMox Noxという3冊目の作品集をBang Ediciones社から出版した。
2015年12月にはKickstarterにて漫画を元にした短編アニメーションの制作資金集めが行われ、9万1647ユーロが集まった。2016年に完成し出資した人たちにはDVDが送られた。YouTubeのチャンネルで全30話を見ることができる。
デザイナーのステファニア・ルシーニとコラボで、アメリカのバンド、ウィルコが2016年9月に発売した『シュミルコ』というアルバムのカバーをデザインした。
2016年から世界各地で巡回個展を行っていて、日本では2017年12月に東京の寺田倉庫T-ART HALLで個展が開催された。

## 作品
| 年     | 題名          | 出版社                     | 備考         |
| ------ | ------------- | -------------------------- | ------------ |
| 2010年 | Abulio        | グレナ                     |              |
| 2012年 | Fracasa Mejor | 自出版                     |              |
| 2013年 | Mox Nox       | Bang Ediciones             |              |
| 2014年 | New mYnd      | Aristas Martínez Ediciones | イラストのみ |
| 2015年 | Zonzo         | 自出版                     |              |
| 2016年 | Sot           | 自出版                     |              |